# Invasion du Koweït
Guerre du Golfe (1990-1991)
Batailles
- Bataille des ponts
- Prise du palais Dasman
- Bataille de l'île de Failaka
- Vol British Airways 149

- Opération Bouclier du désert
- Opération Artimon
- Busiris
- Salamandre
- Tempête du désert
- Daguet
- Bataille d'Ad-Dawrah
- Bataille de Khafji
- Bataille au large de Bubiyan
- Bataille de Hafar Al-Batin
- Highway of Death
- Bataille de 73 Easting
- Medina Ridge
- Aérodrome de Jalibah
- Bataille de Norfolk

- Aérodrome de Safwan
- Bataille de Rumaila

L’invasion du Koweït, également connue sous le nom de guerre Irak-Koweït, est un conflit majeur entre l'Irak de Saddam Hussein et le Koweït, du 2 au 4 août 1990. Elle résulte en l'occupation du Koweït par l'Irak pendant sept mois, avant que le pays ne soit libéré par les forces de la Coalition. Cette invasion, élément déclencheur de la guerre du Golfe, conduit ainsi directement à l'intervention militaire des États-Unis contre l'Irak en janvier 1991.

## Contexte historique
Historiquement, le parti Baas et les nationalistes irakiens n'avaient jamais accepté les accords Sykes-Picot de 1915-1916, par lesquels les Britanniques et les Français se partageaient en zones d'influence le Moyen-Orient alors sous la souveraineté de l’Empire ottoman. Aussi, ils n'avaient jamais accepté l'instauration d'une monarchie en Irak par les Britanniques, sans consulter la population. Ce monarque étranger à l'Irak était perçu comme le jouet des Britanniques [réf. souhaitée], ce qui signifiait pour les nationalistes et les Baasistes que le pays était quasiment un protectorat britannique jusqu'en 1958, avec le coup d'État militaire qui mit fin à cette monarchie. Les Britanniques vont attendre jusqu'en 1961 pour donner l'indépendance au Koweït. Pour de nombreux Irakiens, le Koweït était un État artificiel, créé de toutes pièces par les Britanniques. Historiquement, il était une région de la Mésopotamie (l'Irak actuel) et son existence n'était due qu'à ses fortes réserves en hydrocarbures. Sans de telles ressources naturelles, l'existence de cet État n'aurait pas de sens et les Britanniques ne l'auraient pas créé.[réf. souhaitée]
Du point de vue koweïtien, le Koweït était un émirat libre jusqu'à l'occupation ottomane qui l'avait, pour des raisons administratives, rattaché au gouvernorat de Bagdad. Au démantèlement de l'empire ottoman, les Britanniques ont restauré la souveraineté koweïtienne. Les habitants du Koweït ne se sont jamais bien entendus avec les Irakiens qui les ont toujours méprisés.[réf. souhaitée] Très pauvres et dépourvus de ressources, ils devaient aller acheter leur eau en Irak qui la leur vendait cher, avec des bateaux de leur fabrication et qui faisaient leur réputation. Ils achetaient le bois au Pakistan ou en Perse, et fabriquaient des bateaux qui naviguaient dans tout le golfe arabo-persique. Lorsqu'on y a découvert du pétrole, les Koweïtiens, qui avaient l'habitude de la pauvreté, ont géré avec parcimonie leur ressource en investissant et diversifiant dans le monde entier.
En 1990, l'Irak accuse officiellement le Koweït d'avoir volé du pétrole irakien par forage oblique, bien que certaines sources irakiennes indiquent que le projet de Saddam Hussein d'attaquer le Koweït avait été mis au point de nombreux mois avant l'invasion. Plusieurs raisons officieuses ont été avancées afin de justifier l'invasion irakienne : l'incapacité de l'Irak à rembourser les 30 milliards de dollars qu'il avait empruntés au Koweït et à l'Arabie Saoudite pour financer la guerre Iran-Irak et la surproduction koweïtienne de pétrole qui a provoqué des baisses de revenus pour l'Irak. L'Arabie Saoudite avait accepté d'accorder un délai de paiement à l'Irak, mais le Koweït a refusé.
Le 1ᵉʳ août 1990, des négociations intermédiées par l'Arabie Saoudite à Djeddah échouent, après le refus du Koweït de céder aux demandes de l'Irak qui comprenaient : la réduction de la production de pétrole koweïtien, une compensation de 2,5 milliards de dollars pour le pétrole extrait en territoire contesté, l'effacement de 20 milliards de dollars de dettes accumulées par l'Irak pendant la guerre contre l'Iran et le contrôle des îles Bubiyan et Warbah.
Saddam Hussein comptait aussi sur l'aide de l'URSS, alors moribonde (l'URSS prendra fin officiellement en décembre 1991), en la motivant idéologiquement contre son adversaire américain de la Guerre froide, et en espérant la lancer dans le conflit. Saddam Hussein espérait ainsi donner l'occasion aux conservateurs communistes russes de reprendre la situation en main, face aux libéraux incarnés par Boris Eltsine, et sauver l'URSS, garante de nombreux pays du tiers-monde contre l'emprise de l'impérialisme américain[réf. nécessaire]. Mais Saddam Hussein se trompe sur son allié potentiel : l'URSS avait déjà retiré ses troupes en Afghanistan en 1989, et les Soviétiques n'ont plus les moyens de lancer des opérations majeures à l'étranger. En ce qui concernera la crise de l'invasion du Koweït, l'URSS ne bougera pas, confrontée elle-même à sa propre dissolution, avec la fin du communisme, et l'indépendance des États qui la constituaient.
La Chine, autre pays communiste majeur, plutôt préoccupée par son propre développement et sa croissance, sera plus inquiète de son approvisionnement en hydrocarbures, et préoccupée par d'éventuels troubles qui perturberaient le golfe Persique, et donc, ses fournitures en pétrole, et n'oppose pas de veto à l'ONU, tout en suivant l'évolution de la situation.
Mais Saddam Hussein comptait aussi sur d'autres facteurs. D'abord, il espérait devenir la nouvelle figure du monde arabe, des ennemis d'Israël et de l'Iran. La guerre contre l’Iran, que son pays a mené seul mais avec le soutien financier des pétromonarchies du golfe, a causé des pertes terribles en Irak. Mais sans le soutien de l'URSS dans la région, les pays du golfe ne veulent pas s'aliéner les États-Unis. Saddam Hussein comptait aussi sur le soutien des Occidentaux. Les États-Unis et la France se sont rapprochés du régime irakien durant la décennie précédente. Les Occidentaux, comme les pétromonarchies, étaient satisfaites tant que Saddam Hussein empêchait l'Iran d'étendre sa révolution. Les rencontres entre le dirigeant irakien et John Kelly, sous-secrétaire d'État américain, puis April Glaspie, ambassadrice des États-Unis en Irak, laissent penser à Saddam Hussein que les États-Unis n'empêcheront pas l'annexion du Koweït[réf. nécessaire].

## La position initiale américaine sur le conflit

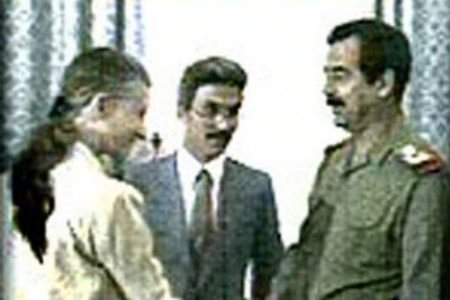
April Glaspie (à gauche) lors d'une rencontre avec Saddam Hussein.

Le 25 juillet 1990, l'ambassadrice américaine en Irak, April Glaspie (en), demande au gouvernement irakien les raisons pour lesquelles l'armée irakienne se déploie massivement du côté de la frontière koweïtienne. Elle déclare à son interlocuteur que « Washington, inspiré par l'amitié et non par la confrontation, n'a pas d'opinion » sur le désaccord entre le Koweït et l'Irak, déclarant que « nous n'avons pas d'opinion sur les conflits arabo-arabes ». L'ambassadrice informe Saddam Hussein que « les États-Unis n'ont pas l'intention de commencer une guerre économique avec l'Irak ». Ces déclarations pourraient, selon certains, avoir amené le gouvernement irakien à croire qu'il avait reçu le feu vert des États-Unis pour envahir le Koweït mais dès le début de la conversation, l'ambassadrice a clairement indiqué à Saddam Hussein que les États-Unis ne soutiendraient jamais la solution d’un contentieux territorial autrement que par des moyens pacifiques. Le président irakien ne peut donc tirer d’alibi de cette entretien.

## Déroulement de l'invasion

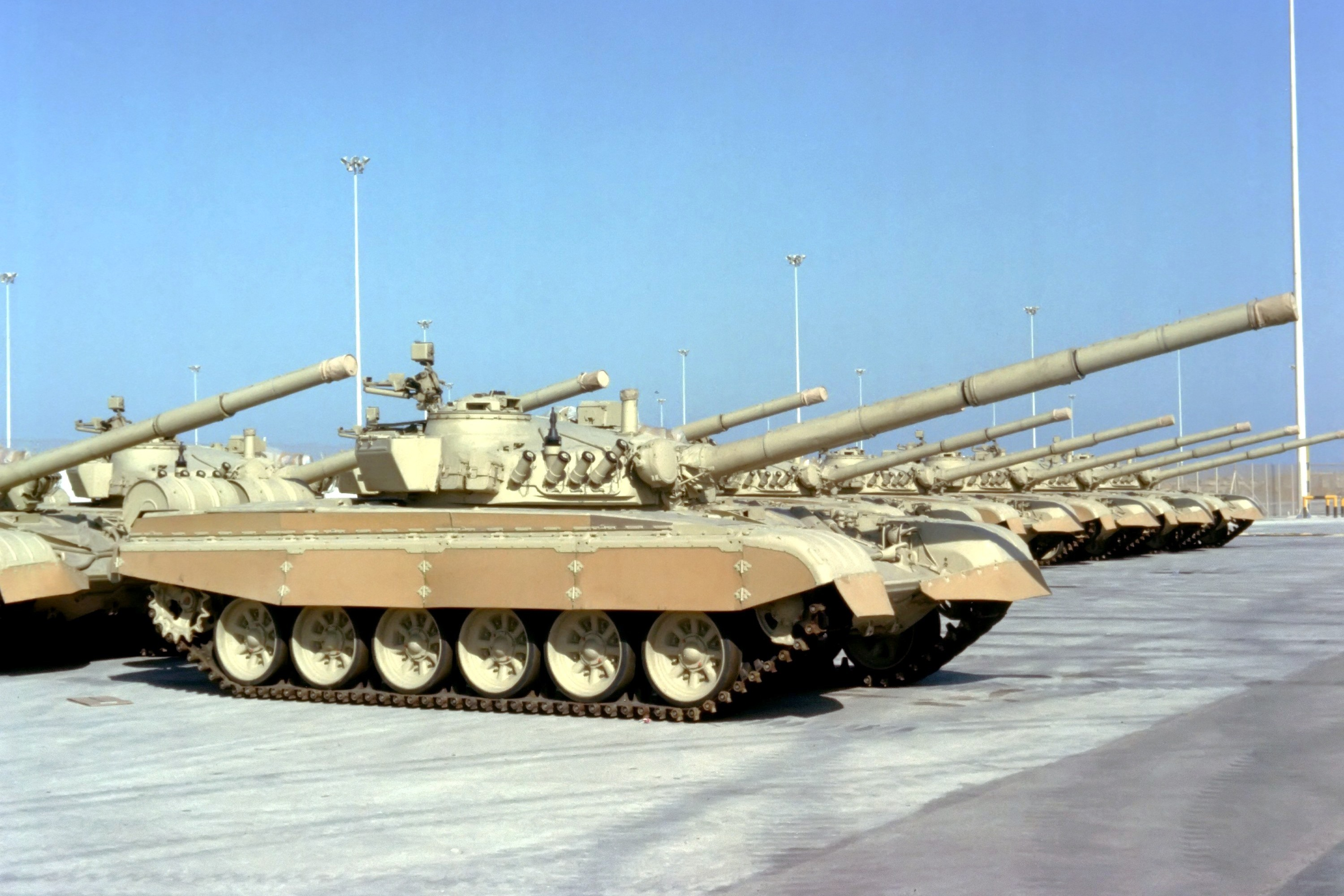
Chars d'assaut M-84 des forces armées koweïtiennes réfugiés en Arabie saoudite après l'invasion.

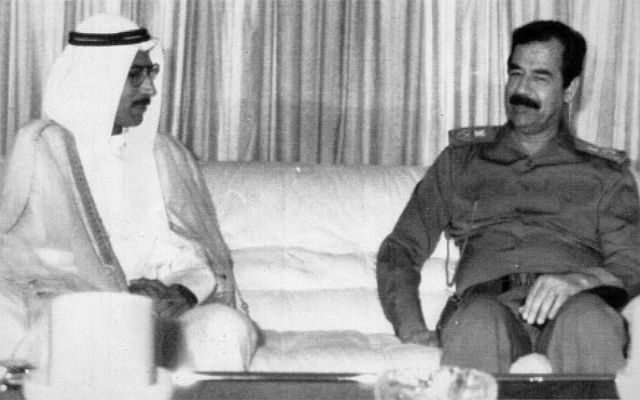
Alaa Hussein Ali (nommé à la tête du gouvernement fantoche de la république du Koweït) avec Saddam Hussein en 1990. Il fut condamné à mort par contumace par le gouvernement koweïtien à la libération du pays en 1991.

Le conflit débute le 2 août 1990 à 2 h du matin, les divisions de la Garde républicaine irakienne et les forces spéciales de l'armée irakienne sont les premières à entrer sur le sol koweïtien. L'offensive est une grande surprise pour les forces koweïtiennes qui avaient réduit leur niveau d'alerte. Des commandos irakiens déployés par hélicoptères Mil Mi-8 et Mil Mi-17 ainsi que par bateaux attaquent la capitale Koweït, tandis que les autres divisions sécurisent les aéroports et les bases aériennes  soutenues par des hélicoptères de combat Mil Mi-24.
Après plusieurs heures de combats, Koweït tombe entre les mains de l'armée irakienne, qui parvient à prendre la résidence de l'émir Jaber al-Ahmad al-Sabah, le palais Dasman, qui était protégé par la Garde nationale koweïtienne et la police locale. L'émir s'était déjà enfui dans le désert saoudien dès le début de l'invasion. Son demi-frère, le cheikh Fahad Al-Ahmed Al-Jaber Al-Sabah sera tué par les forces irakiennes. Les dernières poches de résistance tomberont le 4 août. La 35e brigade mécanisée de l'armée koweïtienne parviendra par ailleurs à battre en retraite en Arabie saoudite ainsi qu'une partie de l'aviation koweïtienne et de la marine de ce pays.
Lorsque l'invasion du Koweït s'est achevée, sept divisions irakiennes dont cinq blindées sont placées en position offensive à la frontière de l’Arabie Saoudite.
Plus de 400 000 civils koweïtiens et des milliers de ressortissants étrangers fuient le pays, soit environ la moitié de la population koweïtienne. Cent-cinquante-mille ressortissants indiens vivant au Koweït ont été évacués par avion par le gouvernement indien dans la semaine suivant l'invasion.
Saddam Hussein installe dès lors un gouvernement fantoche, baptisé le « Gouvernement provisoire du Koweït libre », Alaa Hussein Ali en devient le Premier ministre et Ali Hassan al-Majid, dignitaire du Parti Baas, est placé à la tête du gouvernement. Les exilés de la famille royale du Koweït lancent une campagne internationale afin de persuader les autres pays de mettre la pression sur l'Irak. Le Koweït devient ainsi de facto la dix-neuvième province de l'Irak et est annexé le 28 août sous le nom de Gouvernorat du Koweït, comme l'avait prévu Saddam Hussein. Le Conseil de sécurité des Nations unies adopté alors douze résolutions exigeant le retrait immédiat des forces irakiennes du Koweït, mais en vain.
Pendant les sept mois d'occupation irakienne, les forces de Saddam Hussein ont commis des violations massives des droits de l'homme et pillé le pays.

## Condamnations par la Communauté internationale
L'occupation du Koweït a été unanimement condamnée par toutes les grandes puissances mondiales. Même les pays traditionnellement considérés comme de proches alliés de l'Irak, comme la France et l'Inde, ont appelé au retrait immédiat de toutes les forces irakiennes du Koweït,. Plusieurs pays, comme l'URSS et la Chine, ont mis sous embargo les ventes d'armes à l'Irak. Les pays membres de l'OTAN ont également été très critiques au sujet de l'invasion et le 2 août 1990, le Conseil de sécurité des Nations unies adopte la résolution 660 condamnant l'invasion irakienne du Koweït et exigeant que l'Irak retire inconditionnellement toutes les forces déployées au Koweït.
Dix autres résolutions dans le même sens sont adoptées, sans effet sur l'Irak. Aussi, le 29 novembre 1990, est finalement adoptée la
résolution 678 qui est un ultimatum à l'Irak : elle autorise les États membres à intervenir militairement si l'Irak n'a pas retiré ses troupes du Koweït au plus tard le 15 janvier 1991.

## L'intervention des forces de la Coalition

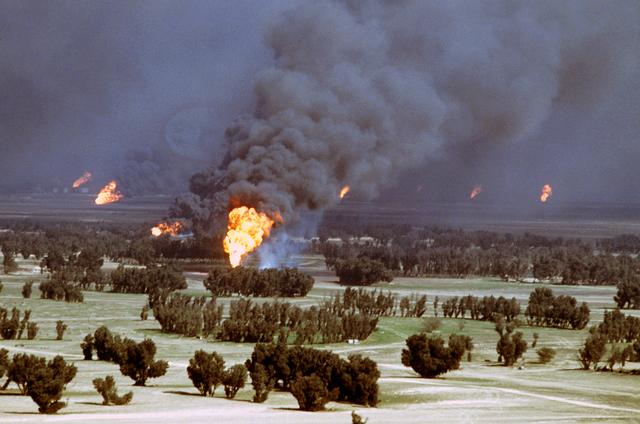
Puits de pétrole incendiés par l'armée irakienne dans le cadre de la politique de la terre brûlée de Saddam Hussein lors de la retraite, mars 1991.

Après une série de négociations infructueuses entre les grandes puissances mondiales et l'Irak, une coalition internationale sous commandement des États-Unis et missionnée par les Nations unies intervient militairement en Irak à la mi-janvier 1991. Le 16 janvier, les avions de la Coalition visent plusieurs sites militaires irakiens et indiquent que l'armée de l'air irakienne a été décimée. Les hostilités se poursuivent jusqu'à la fin février 1991. Le 15 mars 1991, l'émir du Koweït, Jaber al-Ahmad al-Sabah, rentre au pays après avoir passé plus de huit mois en exil.

## Pertes civiles koweïtiennes
Lors de l'occupation, environ 1 000 civils koweïtiens ont été tués par l'armée irakienne qui a affronté une résistance désorganisée. Le sort de 605 Koweïtiens arrêtés pendant l'occupation est resté inconnu jusqu'en 2009, date à laquelle les restes de 236 d'entre eux ont été identifiés en Irak. Initialement, l’Irak avait affirmé avoir enregistré l'arrestation de seulement 126 des 605 Koweïtiens portés disparus. En août 2019, 369 personnes sont toujours portées disparues.

## Indemnité de guerre
La résolution 692 du Conseil de sécurité des Nations unies adoptée le 20 mai 1991 crée la Commission d’indemnisation des Nations unies. La Commission est chargée de gérer les compensations financières dues par l'Irak, provenant d’une taxe prélevée sur les ventes du pétrole et des produits pétroliers irakiens. Ce pourcentage a été fixé en application de diverses résolutions du Conseil de sécurité et décisions du Conseil d’administration de la Commission et a été fixé en 2017 à 3%.
Deux millions sept-cent-mille réclamations ont été soumises à la Commission. Le 13 janvier 2022, la Commission a procédé au dernier versement, ce qui porte le montant total des indemnisations versées à 52,4 milliards de dollars, soit environ 15% du total réclamé. Elles ont été accordées à 1,5 million de demandeurs.
Son dernier président indique que « la Commission représente le premier exemple réussi de recours permettant à des individus de demander réparation à un État agresseur. »
.